# جمهوری تگزاس
جمهوری تگزاس (به انگلیسی: Republic of Texas) یک کشور مستقل در آمریکای شمالی بود که بین سال‌های ۱۸۳۶ تا ۱۸۴۵ وجود داشت.
پس از اینکه مکزیک از اسپانیا اعلام استقلال کرد، طولی نکشید که تگزاس نیز از مکزیک در سال ۱۸۳۶ اعلام استقلال نمود. مکزیک ادعای استقلال را نپذیرفت، و لشکر جنگی به تگزاس اعزام نمود. پس از اینکه ژنرال سانتا آنای مکزیکی در سن آنتونیو در نبرد آلامو به پیروزی رسید، سرانجام توسط ژنرال ساموئل هیوستون در مکان شهر هیوستون کنونی شکست خورد و ارتش مکزیک به زانو درآمد و تگزاس مستقل شد.
از آنجا که مکزیک استقلال تگزاس را مورد اختلاف قرار داد، مرز جنوبی و غربی این جمهوری با مکزیک مورد اختلاف بود. تگزاس ادعا کرد ریو گراند به عنوان مرز جنوبی آن است، در حالی که مکزیک اصرار داشت که رودخانه نوسس مرز است. در عمل، بسیاری از مناطق مورد مناقشه توسط Comanche و خارج از کنترل هر یک از ایالت‌ها اشغال شده بود، اما ادعای تگزاسی‌ها شامل مناطق شرقی نیومکزیکو بود که در طول این دوره توسط مکزیک اداره می‌شد.
در سال ۱۸۴۵ تگزاس مجبور شد تا عضویت در ایالات متحده را بپذیرد تا بتواند بدهی ده میلیون دلاری خود را پرداخت کند. با این حال، ایالات متحده وارث اختلافات مرزی جنوب و غرب با مکزیک بود، که از به رسمیت شناختن استقلال تگزاس یا پیشنهادهای ایالات متحده برای خرید سرزمین خودداری کرده بود. در نتیجه، این الحاق باعث جنگ مکزیک و آمریکا (۱۸۴۶–۱۸۴۸) شد.
سام هیوستون و میرابو لامار هر دو به‌عنوان رئیس‌جمهور جمهوری تگزاس خدمت نمودند.

## تاریخچه

### تگزاس اسپانیایی
در اواخر دوران استعمار اسپانیا، تگزاس یکی از استان‌های بین‌المللی بود و این منطقه در تاریخ‌نگاری به نام تگزاس اسپانیا شناخته می‌شود. اگرچه توسط اسپانیا ادعا می‌شد، اما به‌طور رسمی توسط این امپراتوری استعمار نشد تا زمانی که رقابت منافع فرانسه در قلعه سنت لوئیس اسپانیا را تشویق به استقرار دائمی در منطقه کرد. این منطقه توسط گروه‌های بومی موجود اشغال و ادعا شد. تهاجم‌های تبلیغاتی پراکنده در طول دوره از دهه ۱۶۹۰ تا ۱۷۱۰، قبل از تأسیس سن آنتونیو به عنوان یک شهرک غیرنظامی دائمی، در منطقه رخ داده‌است.با توجه به جمعیت نسبتاً متراکم بومیان منطقه، دور بودن آن از مراکز جمعیتی اسپانیا نو و نبود منابع ارزشمند آشکاری از جمله نقره، تگزاس فقط تعداد کمی از جمعیت اروپا را داشت، اگرچه اسپانیا حضور نظامی کمی برای محافظت از مسیحیان داشت. مبلغینی که در میان قبایل بومی آمریکا کار می‌کنند و به عنوان یک محافظ علیه فرانسه در لوئیزیانا و آمریکای شمالی بریتانیا عمل می‌کنند.
در سال ۱۷۶۲، بوربن فرانسه بیشتر ادعاهای خود در مورد آمریکای شمالی از جمله ادعای خود در تگزاس و همچنین فضای داخلی وسیعی را که به لوئیزیانای اسپانیا تبدیل شد، به بوربن اسپانیا واگذار کرد. طی سالهای ۱۷۹۹ تا ۱۸۰۳، اوج امپراتوری ناپلئونی در فرانسه، اسپانیا لوئیزیانا را به فرانسه بازگرداند، و سپس بلافاصله سرزمین را به ایالات متحده فروخت. وضعیت تگزاس در طی این انتقالها نامشخص بود و تا سال ۱۸۱۹ که معاهده آدامز-اونیس بین اسپانیا و ایالات متحده فلوریدا اسپانیا را به ایالات متحده واگذار کرد، حل نشد و مرز مشخصی بین تگزاس و لوئیزیانا برقرار شد.
با شروع جنگ استقلال مکزیک از سال ۱۸۱۰، اسپانیا نو به دنبال رابطه ای متفاوت با تاج اسپانیا بود. برخی از انگلیس آمریکایی‌ها در لشکر مکزیک علیه اسپانیا در لشکر کشی‌های جنگنده جنگیدند. یکی از اینها، گوتیرس-مگی اکسپدیشن (همچنین به عنوان ارتش جمهوری‌خواه شمال شناخته می‌شود) متشکل از گروهی متشکل از ۱۳۰ آمریکایی انگلیسی به سرپرستی برناردو گوتیرس د لارا. با تلاشهای آگوستوس مگی، گوتیرس دو لارا جدایی مکزیک از اسپانیا را آغاز کرد. با حمایت نیروهای تازه استخدام شده و به رهبری ساموئل کمپر (که پس از مرگ وی در جنگ در سال ۱۸۱۳ جانشین مگی شد)، این لشکرکشی پیروزی‌هایی را علیه سربازان به رهبری مانوئل ماریا د سالسدو فرماندار اسپانیا به‌دست آورد.
پیروزی آنها در نبرد Rosillo Creek سالسدو را متقاعد کرد که در اول آوریل ۱۸۱۳ تسلیم شود. او دو روز بعد اعدام شد. در ۶ آوریل ۱۸۱۳، ارتش پیروز جمهوری خواه شمال، قانون اساسی را تهیه کرد و جمهوری مستقل تگزاس را اعلام کرد و رئیس‌جمهور آن گوتیارز بود. به زودی ناامید از رهبری مکزیک، انگلیس آمریکایی‌ها تحت نظارت کمپر به ایالات متحده بازگشتند.
جمهوری موقت تگزاس در ۱۸ اوت ۱۸۱۳ با نبرد مدینه به پایان رسید، جایی که ارتش اسپانیا ارتش جمهوری خواهان شمال را در هم کوبید. انتقام‌های سخت علیه شورشیان تگزاس بی‌اعتمادی عمیقی نسبت به مقامات سلطنتی اسپانیا ایجاد کرد و جانبازان نبرد مدینه بعداً رهبران انقلاب تگزاس و امضا کنندگان اعلامیه استقلال تگزاس از مکزیک ۲۰ سال بعد شدند.
پس از ناکامی در اکسپدیشن، برای شش سال دیگر هیچ فشار جدی برای «جمهوری تگزاس» وجود نخواهد داشت، تا اینکه در سال ۱۸۱۹، جیمز لانگ نجیب‌زاده ویرجینیا در تلاش برای «آزاد سازی» منطقه به تگزاس اسپانیا حمله کرد.
الی هریس ۱۲۰ مرد را از آن طرف رودخانه سابین به ناکودوچس هدایت کرد. لانگ دو هفته بعد با ۷۵ مرد دیگر دنبال کرد. در ۲۲ ژوئن، این نیرو همراه با مدت طولانی به عنوان رئیس‌جمهور و یک شورای عالی ۲۱ نفره، دولت جدیدی را اعلام کرد. روز بعد، آنها بیانیه استقلال را با الگوی اعلامیه استقلال ایالات متحده صادر کردند. در این سند شکایات متعددی از جمله «خشونت اسپانیا» و «استبداد کینه‌توز» ذکر شده بود و نوید آزادی مذهبی، آزادی مطبوعات و تجارت آزاد را می‌داد. شورا همچنین ۱۰ مایل مربع زمین به هر یک از اعضای اعزامی اختصاص داد و فروش زمین اضافی را برای جمع‌آوری پول برای دولت نوپا مجاز دانست. ظرف یک ماه، اعزام به ۳۰۰ عضو افزایش یافت.
دولت جدید ایستگاه‌های تجاری در نزدیکی آناهواک در امتداد رودخانه ترینیتی و رودخانه برازوس ایجاد کرد. آنها همچنین اولین روزنامه انگلیسی زبان را که تاکنون در تگزاس منتشر شده، به همین نام جمهوری خواه تگزاس، که فقط برای ماه اوت ۱۸۱۹ وجود داشت، آغاز کردند.
لانگ همچنین با ژان لافیت، که یک عملیات قاچاق بزرگ را در جزیره گالوستون انجام داد، تماس گرفت. در نامه وی پیشنهاد شده بود که دولت جدید دادگاهی برای رسیدگی به امور دریایی در گالوستون ایجاد کند و پیشنهاد انتصاب لافیت به عنوان فرماندار گالوستون را ارائه دهد. لافیت بدون اطلاع از لانگ، در واقع یک جاسوس اسپانیایی بود. لافیت ضمن وعده‌ها و بهانه‌های فراوان به لانگ، اطلاعات مربوط به این اکتشاف را جمع‌آوری و به مقامات اسپانیایی منتقل کرد. تا ۱۶ ژوئیه، کنسول اسپانیا در نیواورلئان به نایب السلطنه در مکزیکو سیتی هشدار داده بود که «من کاملاً متقاعد شده‌ام که فعلی جدی‌ترین لشکرکشی است که پادشاهی را تهدید کرده‌است».
با کمک کمک Lafitte، کم‌کم هزینه کمبود مواد غذایی انجام شد. لانگ مردان خود را برای تهیه غذا پراکنده کرد. نظم و انضباط شروع به خراب شدن کرد، و بسیاری از مردان، از جمله بووی، به خانه بازگشتند. در اوایل ماه اکتبر، لافیت با لانگ به توافق رسید که گالوستون را به یک بندر رسمی برای کشور جدید تبدیل کند و فرماندار لافیت را نامگذاری کند. طی چند هفته، ۵۰۰ سرباز اسپانیایی وارد تگزاس شدند و به سمت ناکوگدوچ حرکت کردند. لانگ و افرادش عقب کشیدند. بیش از ۴۰ مرد اسیر شدند. طولانی به Natchitoches، لوئیزیانا فرار کرد. دیگران به گالوستون گریختند و در امتداد شبه جزیره بولیوار مستقر شدند.
لانگ که در شکست خود دلسرد نشده بود، در سال ۱۸۲۰ بار دیگر بازگشت، لانگ در ۶ آوریل ۱۸۲۰ با نیروهای بیشتری به پناهندگان در شبه جزیره بولیوار پیوست. او به جمع‌آوری پول برای تجهیز سفر دوم ادامه داد. پنجاه مرد از ایالات متحده قصد پیوستن به وی را داشتند، اما هنگام تلاش برای عبور از تگزاس توسط مقامات آمریکایی دستگیر شدند. مردانی که به لانگ پیوسته بودند از پرداخت حق‌الزحمه ناامید شدند و به تدریج بیابان را ترک کردند. تا دسامبر ۱۸۲۰، لانگ فقط ۵۰ نفر را فرماندهی کرد.
لانگ با کمک بن میلم و دیگران شورای عالی را احیا کرد. او بعداً از میلام جدا شد و لشکرکشی وجود نامشخصی را به دنبال داشت تا ۱۹ سپتامبر ۱۸۲۱، زمانی که لانگ و ۵۲ نفر برای تصاحب پرزیدیو لا باهیا به داخل زمین لشکرکشی کردند. این شهر در ۴ اکتبر به راحتی سقوط کرد، اما چهار روز بعد لانگ مجبور شد که توسط نیروهای اسپانیایی تسلیم شود. او اسیر شد و به مکزیکوسیتی فرستاده شد، جایی که حدود شش ماه بعد توسط یک نگهبان مورد اصابت گلوله قرار گرفت و کشته شد - گفته می‌شود توسط خوزه فلیکس ترسپالاسیوس برای این کار رشوه داده شد و بدین ترتیب سفرهای طولانی مدت پایان یافت.

### مکزیک تگزاس
به همراه بقیه مکزیک، تگزاس در سال ۱۸۲۱ به دنبال پیمان کوردوبا استقلال خود را از اسپانیا به دست آورد و دولت جدید مکزیک بر اساس طرح ایگولا، که مکزیک را به عنوان یک پادشاهی مشروطه تحت اولین امپراتور آگوستین دو ایتورباید ایجاد کرد، سازماندهی شد. در حین انتقال از قلمرو اسپانیا به بخشی از کشور مستقل مکزیک، استفان اف آستین رهبری گروهی از شهرک نشینان آمریکایی معروف به سه صد ساله را بر عهده داشت که در مورد حق استقرار در تگزاس با فرماندار سلطنتی اسپانیا مذاکره کردند. از آنجا که اندکی پس از آن استقلال مکزیک توسط اسپانیا تصویب شد، آستین بعداً به مکزیکوسیتی سفر کرد تا حمایت کشور جدید را برای حق اقامت خود تأمین کند. تأسیس تگزاس مکزیک همزمان با شهرک سازی به رهبری آستین، منجر به خصومت بین مقامات مکزیکی و شهرک سازی تگزاس در آمریکا شد. اولین امپراتوری مکزیک کوتاه مدت بود، و در سال ۱۸۲۳ با یک شکل جمهوری جمهوری جایگزین آن شد. در سال ۱۸۲۴، مناطق کم جمعیت تگزاس و کوهآیلا به هم پیوستند تا ایالت کوآهویلا و تجاس را تشکیل دهند. پایتخت در جنوب کوآهویلا، قسمتی که از تگزاس دورتر است، جنجالی بود.
به دنبال هدایت آستین، گروه‌های دیگری از شهرک نشینان، معروف به Empresarios، به استعمار مکزیک تگزاس از ایالات متحده ادامه دادند. افزایش قیمت پنبه، و موفقیت مزارع در می‌سی‌سی‌پی، تعداد زیادی از سفیدپوستان آمریکایی را ترغیب کرد که به تگزاس مهاجرت کرده و برده‌هایی را به‌دست آورند تا سعی کنند مدل تجاری را تکرار کنند. در سال ۱۸۳۰، رئیس‌جمهور مکزیک، آناستازیو بوستامانته، مهاجرت آمریکا به تگزاس را غیرقانونی اعلام کرد، به دنبال چندین درگیری با امپریساریوها بر سر وضعیت برده داری، که در مکزیک در سال ۱۸۲۹ لغو شده بود، اما تگزاسی‌ها از پایان آن خودداری کردند. تگزاس‌ها قراردادهای بندگی طولانی مدت مستحق اجاره را جایگزین برده داری کردند که توسط برده‌های «آزاد شده» در ایالات متحده امضا شد تا در زمینه لغو برده داری کار کنند. امپریاریوها که از دخالت دولت مکزیک عصبانی بودند، کنوانسیون ۱۸۳۲ را برگزار کردند که اولین قدم رسمی در انقلاب تگزاس بود.
تا سال ۱۸۳۴، مهاجران آمریکایی در این منطقه با اختلاف قابل توجهی بیش از مکزیکی‌ها بودند. به دنبال یک سری درگیری‌های جزئی بین مقامات مکزیک و شهرک نشینان، دولت مکزیک، از ترس شورش آشکار رعایای انگلیس، شروع به افزایش حضور نظامی در تگزاس در طول ۱۸۳۴ و اوایل ۱۸۳۵ کرد. مکزیک و شروع به تحکیم قدرت در دولت مرکزی تحت رهبری خود او. در سال ۱۸۳۵، دولت مرکزی تگزاس و کوهیلا را به دو بخش جداگانه تقسیم کرد. رهبری Texian تحت آستین سازماندهی ارتش خود را آغاز کرد و درگیری‌ها در ۲ اکتبر ۱۸۳۵، در نبرد Gonzales، اولین درگیری انقلاب تگزاس آغاز شد. در نوامبر ۱۸۳۵، دولت موقت موسوم به مشاوره برای مقابله با رژیم سانتا آنا (اما اعلام استقلال از مکزیک متوقف شد) تأسیس شد. در اول مارس ۱۸۳۶ کنوانسیون ۱۸۳۶ به تصویب رسید و روز بعد با تأسیس جمهوری تگزاس استقلال خود را از مکزیک اعلام کرد.

### جمهوری مستقل

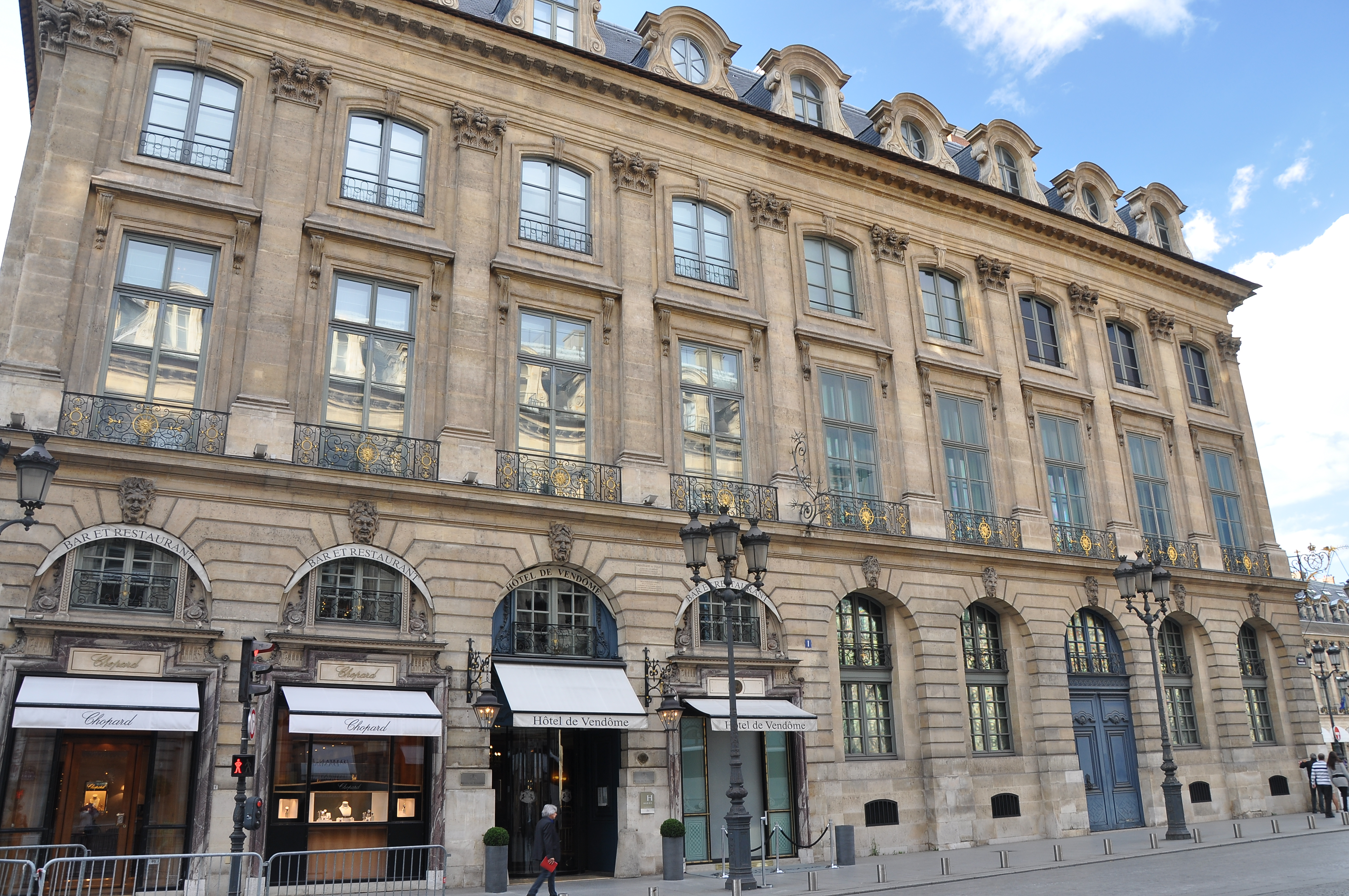
هتل باتای در پاریس، سفارت جمهوری تگزاس در فرانسه را در خود جای داده بود

سام هوستون در ۵ سپتامبر ۱۸۳۶ به عنوان رئیس‌جمهور جدید جمهوری تگزاس انتخاب شد. دومین کنگره جمهوری تگزاس یک ماه بعد، در اکتبر ۱۸۳۶، در کلمبیا (کلمبیای غربی فعلی) تشکیل جلسه داد. استفان اف آستین، معروف به پدر تگزاس، پس از دو ماه خدمت به عنوان وزیر خارجه جمهوری جدید، در ۲۷ دسامبر ۱۸۳۶ درگذشت.
در سال ۱۸۳۶، پنج سایت به عنوان پایتخت موقت تگزاس (واشینگتن برازوز، هریسبورگ، گالوستون، ولاسکو و کلمبیا) خدمت کردند، قبل از اینکه رئیس‌جمهور سام هوستون در ۱۸۳۷ پایتخت را به هوستون منتقل کند. رئیس‌جمهور بعدی، Mirabeau B. Lamar، در سال ۱۸۳۹ پایتخت را به شهر جدید آستین منتقل کرد.
اولین پرچم جمهوری «پرچم بورنت» (یک ستاره طلای منفرد در یک مزرعه لاجوردی) بود و پس از آن در سال ۱۸۳۹ با تصویب رسمی پرچم ستاره تنها به تصویب رسید.
سیاست داخلی جمهوری متمرکز بر دو جناح بود. جناح ملی‌گرا به رهبری لامار از استقلال مداوم تگزاس، اخراج بومیان آمریکا (هندی‌ها) و گسترش تگزاس به اقیانوس آرام حمایت می‌کرد. مخالفان آنها، به رهبری هوستون، از الحاق تگزاس به ایالات متحده و همزیستی مسالمت آمیز با هندی‌ها، در صورت امکان، حمایت کردند. کنگره تگزاس حتی قطعنامه ای دربارهٔ وتو در هوستون تصویب کرد که ادعا می‌کند کالیفرنیا برای تگزاس ادعا شده‌است. انتخابات ریاست جمهوری سال ۱۸۴۴، رای‌دهندگان را به طرز چشمگیری تقسیم کرد، در حالیکه مناطق غربی جدیدتر جمهوری، کاندیدای ملی گرایانه ادوارد بورلسون را ترجیح دادند، در حالی که کشور پنبه، به ویژه در شرق رودخانه ترینیتی، به جای آنسون جونز رفت.

## معیارهای تابعیت
تابعیت به‌طور خودکار به همه ساکنان قبلی تگزاس اعطا نشد و برخی از ساکنان مجاز به ادامه زندگی قانونی در جمهوری بدون رضایت کنگره نبودند. قانون اساسی جمهوری تگزاس (۱۸۳۶) حقوق مختلفی را با توجه به نژاد و قومیت هر فرد تعیین کرد. در بخش ۱۰ مقررات عمومی قانون اساسی آمده‌است که کلیه افرادی که در روز اعلامیه استقلال در تگزاس اقامت داشتند به جز «آفریقایی‌ها، فرزندان آفریقایی‌ها و هندی‌ها» شهروندان جمهوری محسوب می‌شدند. برای جدید در قسمت ۶ مهاجرین سفیدپوست مشخص شد که، برای شهروندی لازم است که حداقل شش ماه در جمهوری زندگی کرده و سوگند بخورند. در مورد جمعیت سیاه پوستان، بخش ۹ نشان داد که افراد سیاه‌پوستی که به عنوان برده به تگزاس آورده شده‌اند، باید برده بمانند و حتی صاحب آنها نیز نمی‌تواند آنها را بدون موافقت کنگره آزاد کند. علاوه بر این، کنگره مجاز به وضع قوانینی نبود که بر تجارت برده‌ها تأثیر بگذارد یا رهایی را اعلام کند. بخش ۹ همچنین تأسیس کرد که: «هیچ فرد آزاده آفریقایی‌تبار، چه به‌طور کلی و چه به‌طور جزئی، مجاز به اقامت دائم در جمهوری، بدون موافقت کنگره نیست.»

## دولت

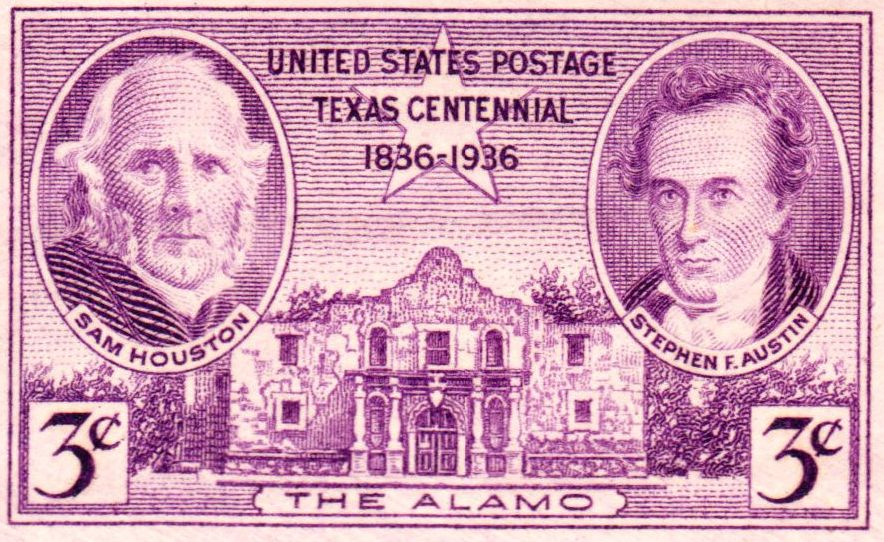
استیون آستین و ساموئل هیوستون در تمبر پستی ۱۹۳۶ ایالات متحده به مناسبت ۱۰۰مین سالگرد جمهوری تگزاس به تصویر کشیده شده‌اند.

در سپتامبر ۱۸۳۶ تگزاس کنگره ای متشکل از ۱۴ سناتور و ۲۹ نماینده را انتخاب کرد. قانون اساسی به رئیس‌جمهور اول اجازه داد که برای دو سال و روسای جمهور بعدی به مدت سه سال خدمت کند. برای داشتن یک دفتر یا رأی دادن، یک مرد باید تابعیت جمهوری را داشته باشد.
اولین کنگره جمهوری تگزاس در اکتبر ۱۸۳۶ در کلمبیا (کلمبیای غربی فعلی) تشکیل شد. استیفن اف آستین، که اغلب او را «پدر تگزاس» می‌نامند، پس از گذراندن فقط دو ماه به عنوان دبیر امور خارجه جمهوری در ۲۷ دسامبر ۱۸۳۶ درگذشت. عمدتاً به دلیل جنگ مداوم برای استقلال، پنج مکان در سال ۱۸۳۶ به عنوان پایتخت موقت تگزاس خدمت کردند: (واشینگتن برازوز، هریسبورگ، گالوستون، ولاسکو و کلمبیا). پایتخت در سال ۱۸۳۷ به شهر جدید هوستون منتقل شد.
در سال ۱۸۳۹، یک شهرک کوچک پیشگام واقع در رودخانه کلرادو در مرکز تگزاس به عنوان هفتمین و آخرین پایتخت جمهوری انتخاب شد. این شهر با نام واترلو گنجانیده شد و اندکی پس از آن به افتخار استفان اف آستین به آستین تغییر نام یافت.
سیستم دادرسی که توسط کنگره افتتاح شد شامل یک دادگاه عالی متشکل از رئیس دادگستری منصوب رئیس‌جمهور و چهار قاضی دادگستری بود که با رای مشترک هر دو مجلس کنگره برای دوره‌های چهار ساله انتخاب و قابل انتخاب مجدد بودند. همکاران همچنین ریاست چهار ناحیه قضایی را بر عهده داشتند. هوستون جیمز کالینزورث را به عنوان اولین رئیس دادگستری معرفی کرد. سیستم دادگاه شهرستان متشکل از یک رئیس دادگستری و دو همکار بود که توسط اکثریت قضات صلح در شهرستان انتخاب شده بودند. همچنین هر ایالت باید یک کلانتر، یک بازپرس دادگستری، قضات صلح و پاسبانانی برای خدمت به مدت دو سال داشته باشد. کنگره ۲۳ شهرستان را تشکیل داد که مرزهای آنها عموماً با شهرداریهای موجود منطبق بود. در سال ۱۸۳۹، تگزاس اولین ملتی در جهان بود که معافیت از خانه را تصویب کرد، طبق آن طلبکاران نمی‌توانند اقامتگاه اصلی شخص را تصرف کنند.

## نگارخانه

پرچم جمهوری تگزاس در سالهای ۱۸۳۶-۱۸۳۹
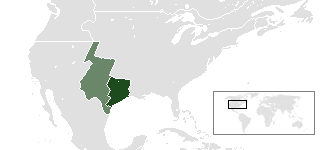
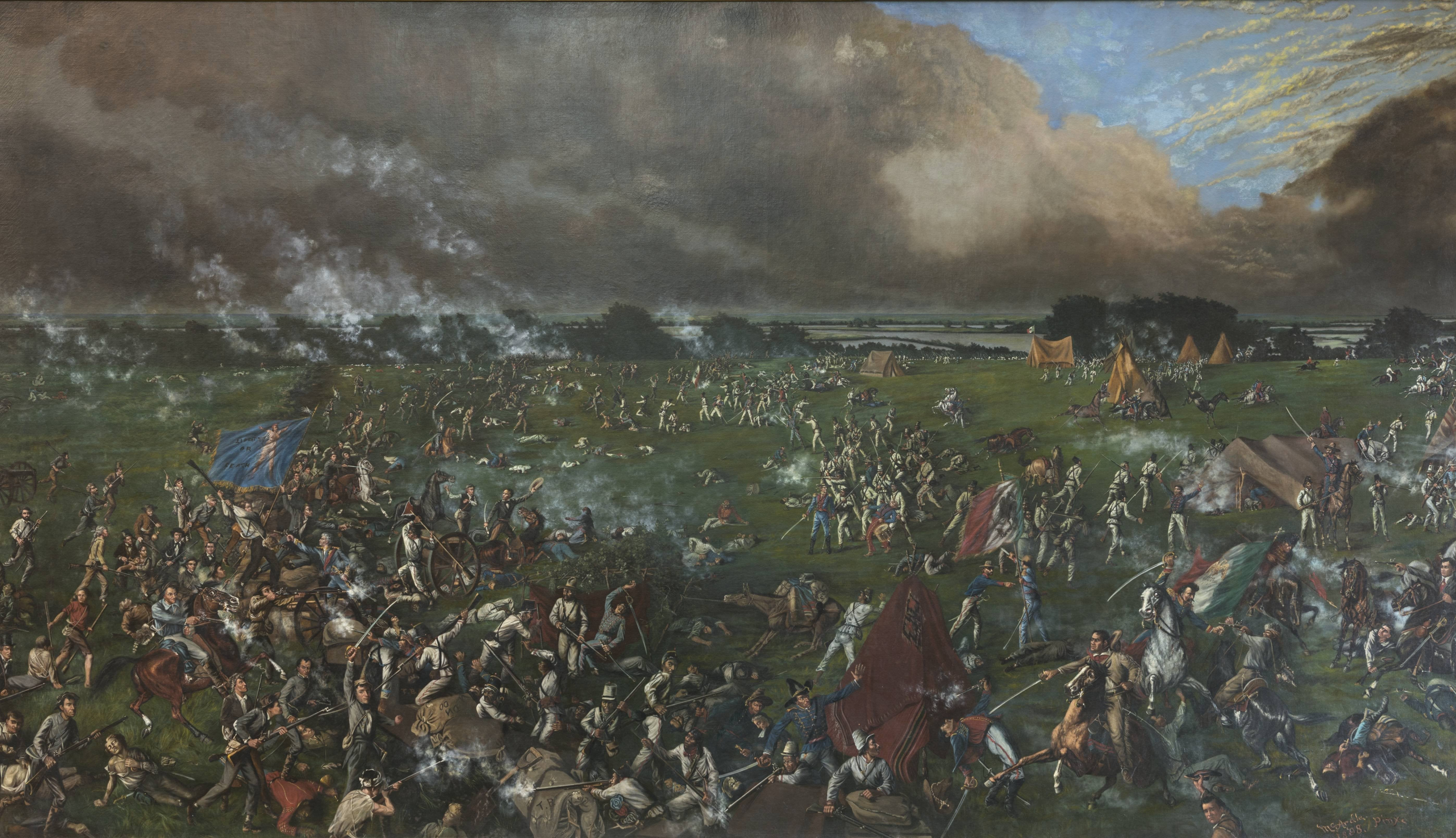
نبرد سن یاسینتو در هیوستون
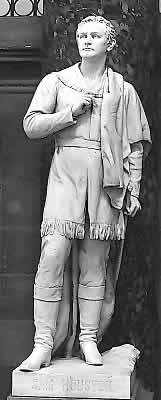
ژنرال ساموئل هیوستون
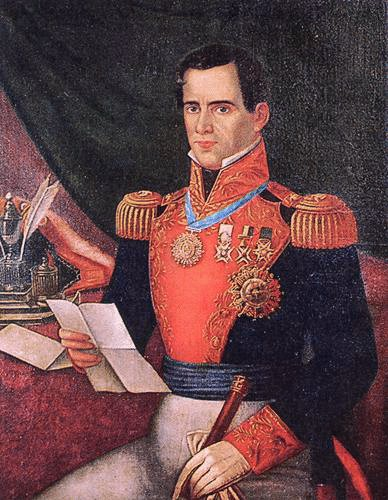
ژنرال سنتا آنای مکزیکی
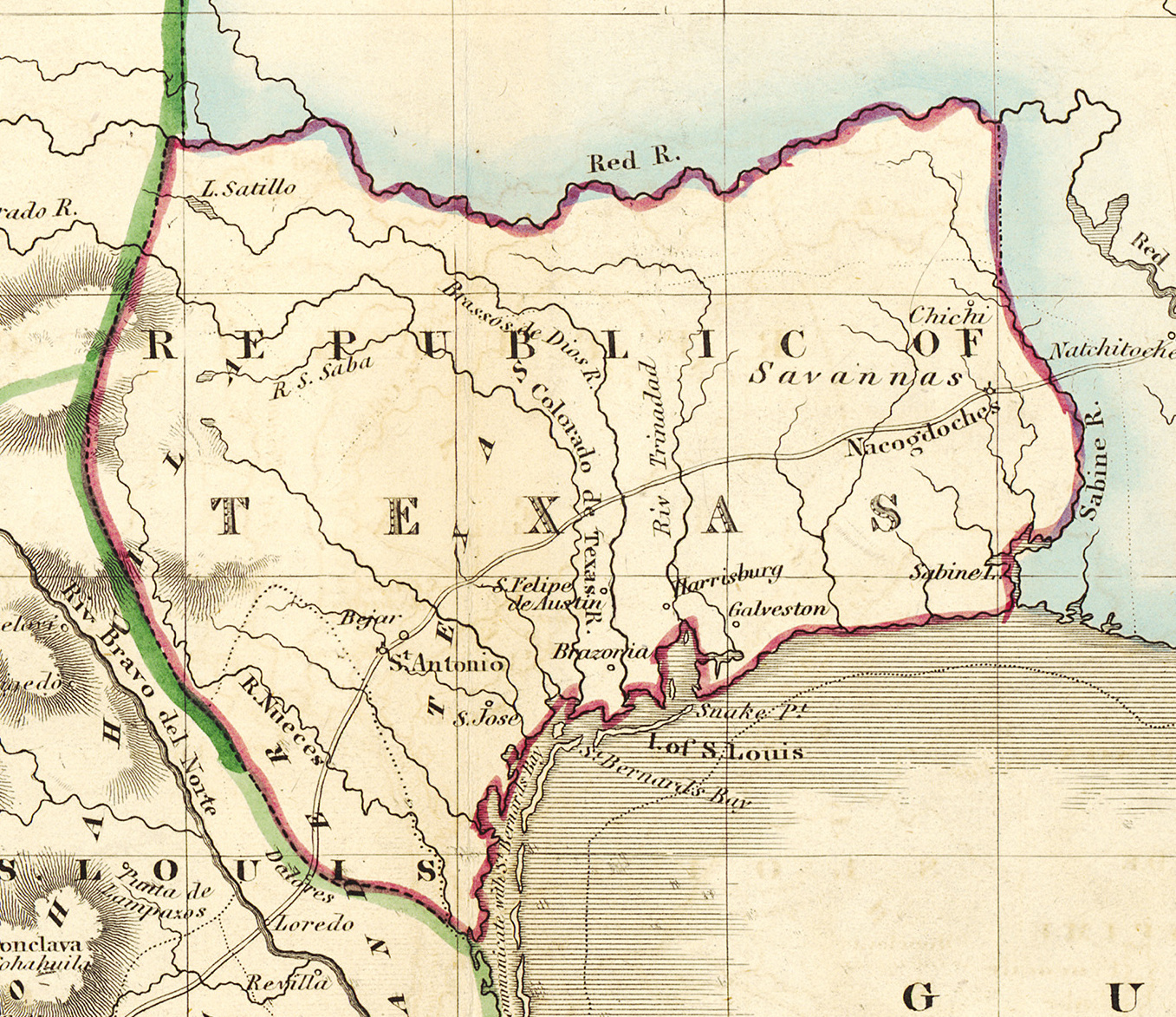
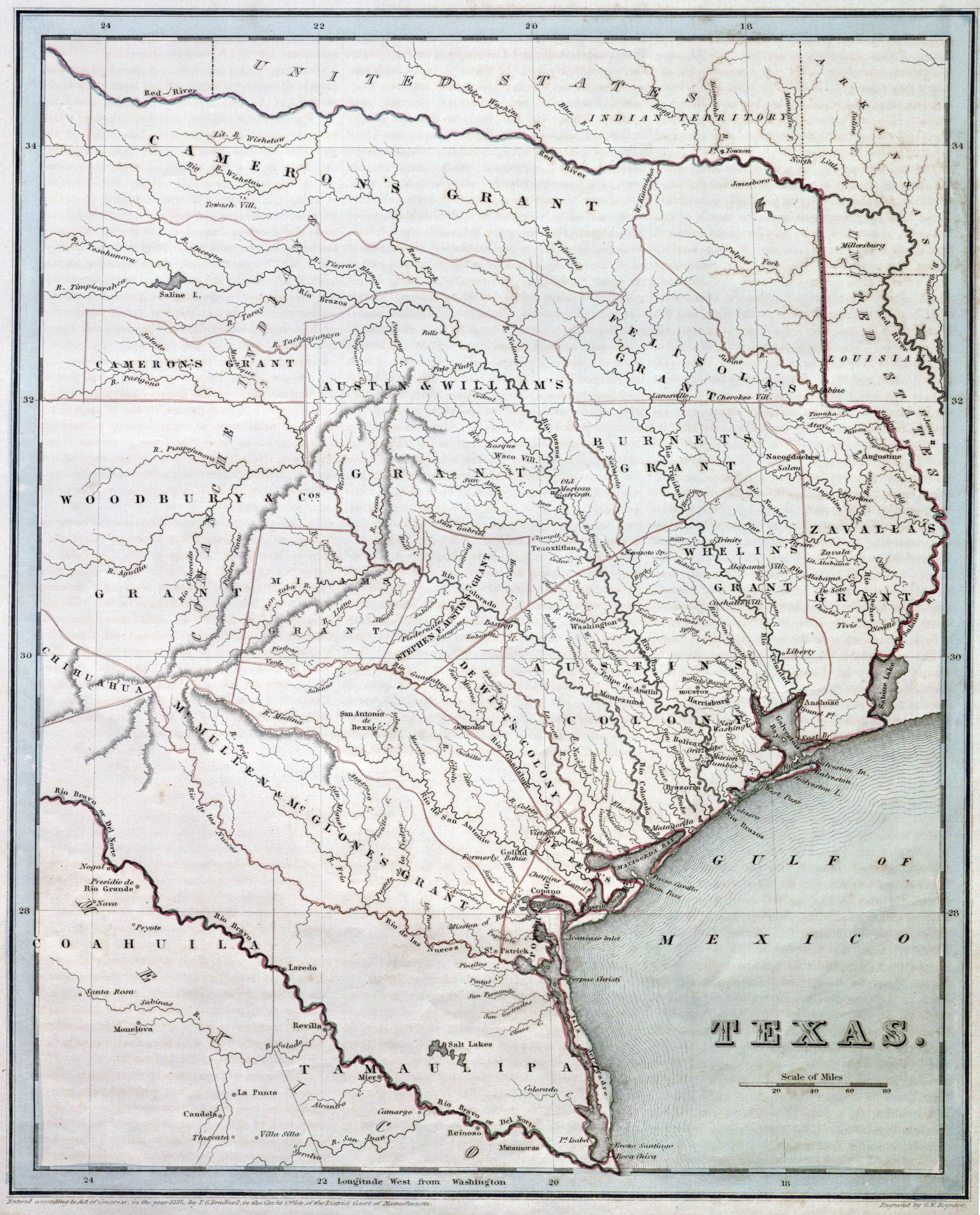